# Herbert Max Schultz
Herbert Max Schultz, auch fälschlicherweise Max-Schultz und später Schultz-Siemens, (* 25. Juni 1908 in Kiel; † 19. Januar 1997 in Murnau) war ein deutscher Marineoffizier, zuletzt als Fregattenkapitän in der Kriegsmarine.

## Leben
Herbert Schultz trat 1926 (Crew 1926) in die Reichsmarine ein und wurde später in die Kriegsmarine übernommen.
Am 1. April 1936 wurde er dort zum Kapitänleutnant befördert und war als Gruppenoffizier an der Marineschule Mürwik. Später war er vom 1. Juli 1938 mit der dritten Indiensthalteperiode des Bootes bis November 1939 Kommandant des Torpedobootes Albatros. Anschließend war er als 1. Admiralstabsoffizier im Stab des Führers der Torpedoboote. In dieser Position wurde er zum Korvettenkapitän befördert, wurde stellvertretender Führer der Torpedoboote und blieb dort bis zur Auflösung der Dienststelle Ende April 1942. In der neu geschaffenen Dienststelle des Führers der Schnellboote, besetzt mit Fregattenkapitän Rudolf Petersen, war er in der gleichen Position bis Juni 1943 eingesetzt.
Im Juli 1943 übernahm er die neu aufgestellte 1. Schnellboot-Division, welche im Mittelmeer beim deutschen Marinekommando Italien eingesetzt wurde. Zeitgleich wurde er bis September 1944 Chef der anschließend erneut aufgestellten 3. Schnellboot-Flottille, welche der 1. Schnellboot-Division unterstellt war und wo er Nachfolger von Friedrich Kemnade wurde. Am 1. April 1944 wurde Schultz zum Fregattenkapitän befördert. Bis März 1945 blieb er Chef der 1. Schnellboot-Division und erhielt das Ritterkreuz zum Eisernen Kreuz verliehen.
Bis Kriegsende war er Chef des Stabes beim Führer der Schnellboote und zeitgleich Operationsoffizier. In der Funktion als Chef des Stabes gab er am 10. April 1945 den Befehl zur letzten Flaggenparade der Schnellbootverbände der Kriegsmarine, welche zu Ehren der sogenannten Kurland-Flottille in der Geltinger Bucht abgehalten wurde. Anschließend wurden die Schnellbootverbände der Kriegsmarine aufgelöst.
Am 9. Mai 1945 kam es, bereits nach der bedingungslosen Kapitulation der Wehrmacht, auf der Buea zu einem Standgericht gegen vier vermeintliche Deserteure. Da es sich bei den Angeklagten um Soldaten der Schnellbootverbände handelte, war der Kriegsgerichtsherr der Führer der Schnellboote, Rudolf Petersen. Als Chef des Stabes war Schultz in die Urteilsfindung, welche auf drei Todesurteile hinauslief, eingebunden. Nach dem Krieg wurde er gemeinsam mit den anderen am Kriegsgericht beteiligten Personen mehrmals angeklagt.
Direkt nach der Kapitulation wurde die Aufstellung der 2. Minenräumdivision befohlen, welche Schultz übernahm und später führte. Nach der Auflösung der Minenräumdivision Ende 1947 wurde ab Januar 1948 der Minenräumverband Cuxhaven aufgestellt. Bis Februar 1948 führte Schultz den Verband und übergab diesen anschließend an den Fregattenkapitän Adalbert von Blanc (ehemaliger Kommandant der 1. Minenräumdivision).
Im Juni 1948 wurde Schultz in erster Instanz vor dem Landgericht Hamburg gemeinsam mit den anderen Mitgliedern des Kriegsgerichtes wegen Verbrechen gegen die Menschlichkeit angeklagt. Ihm wurde vorgeworfen, dass er ein hartes Durchgreifen – und damit die Todesstrafe – gegen die vier vermeintlichen Deserteure gefordert hatte. Er wurde freigesprochen und vom Gericht wurde ihm ein „menschlich günstiger Eindruck“ attestiert. Die Richter kamen zum grundsätzlichen Schluss, dass es bei den Todesurteilen ein gültiger Richterspruch basierend auf den damals geltenden Vorschriften war. Der Freispruch von Schultz im August 1949 erfolgte aus Mangel der Tatbeteiligung und aufgrund der damit fehlenden Verbindung zur Anklage. Es folgte im Mai 1952 aufgrund des nicht mehr anwendbaren KRG 10 die Aufhebung des Urteils durch den BGH und dieser verwies zur Urteilsfindung an das Schwurgericht des LG Hamburg zurück. Daher wurde er erneut angeklagt. Es folgte Ende Februar 1953 ein endgültiger Freispruch jetzt aller Angeklagten.
Über sein weiteres Leben bis zu seinem Tod ist nichts bekannt.

## Werke
- Windhunde der See. Wissenswertes über den Einsatz unserer Schnellboote im 2. Weltkrieg. In: Der Frontsoldat erzählt, 1954, Jg. 18, Nr. 2, S. 33–34.
- Die deutschen Schnellboote im Zweiten Weltkrieg. Maschinenschrift, Februar 1987.